# Ligue des champions de cyclisme sur piste 2022
Navigation
Ligue des champions 2021 Ligue des champions 2023
La Ligue des champions de cyclisme sur piste 2022 est une compétition organisée par Discovery Sports Events qui regroupe plusieurs épreuves de cyclisme sur piste. La saison débute le 12 novembre et se termine le 3 décembre 2022. Pour cette saison, cinq manches sont au programme.

## Calendrier
| Date        | Pays        | Vélodrome                              | Ville                     |
| ----------- | ----------- | -------------------------------------- | ------------------------- |
| 12 novembre | Espagne     | Palma Arena                            | Palma                     |
| 19 novembre | Allemagne   | Velodrom                               | Berlin                    |
| 26 novembre | France      | Vélodrome de Saint-Quentin-en-Yvelines | Saint-Quentin-en-Yvelines |
| 3 décembre  | Royaume-Uni | Vélodrome de Londres                   | Londres                   |
| 4 décembre  | Royaume-Uni | Vélodrome de Londres                   | Londres                   |

## Liste des participants
Vainqueur de la catégorie sprint la saison précédente et multiple championne du monde, Emma Hinze est la principale absente de la compétition en raison d'un calendrier trop chargé.

### Sprint
| Hommes - Esow Alban - Jai Angsuthasawit - Azizulhasni Awang - Stefan Bötticher - Thomas Cornish - Tom Derache - Rayan Helal - Jeffrey Hoogland - Mikhail Iakovlev - Harrie Lavreysen - Shinji Nakano - Sergey Ponomaryov - Kevin Quintero - Santiago Ramírez - Matthew Richardson - Mateusz Rudyk - Jair Tjon En Fa - Hamish Turnbull | Femmes - Martha Bayona - Shanne Braspennincx - Sophie Capewell - Helena Casas - Emma Finucane - Lea Sophie Friedrich - Daniela Gaxiola - Pauline Grabosch - Mathilde Gros - Taky Marie-Divine Kouamé - Urszula Łoś - Kelsey Mitchell - Steffie van der Peet - Laurine van Riessen - Olena Starikova - Miriam Vece - Orla Walsh - Hetty van de Wouw |

### Endurance
| Hommes - Dylan Bibic - Matthijs Büchli - Matteo Donegà - Roy Eefting - Mathias Guillemette - Gavin Hoover - Claudio Imhof - Gustav Johansson - Grant Koontz - Moritz Malcharek - Erik Martorell - Sebastián Mora - William Perrett - Filip Prokopyszyn - Michele Scartezzini - Mark Stewart - Rotem Tene - Oliver Wood | Femmes - Michelle Andres - Katie Archibald - Rachele Barbieri - Tania Calvo - Maggie Coles-Lyster - Emma Cumming - Michaela Drummond - Emily Kay - Laura Kenny - Sophie Lewis - Chloe Moran - Anita Stenberg - Lea Lin Teutenberg - Tsuyaka Uchino - Jennifer Valente - Sarah Van Dam - Lily Williams - Silvia Zanardi |

## Barème
Des points sont attribués aux quinze meilleurs coureurs de chaque épreuve,  dont 20 points pour le vainqueur. En cas d'égalité au classement, le résultat est déterminé à partir de la course précédente : le mieux placé lors de la dernière course gagne. Le leader de chaque classement est désigné par un maillot bleu clair.
| Position | 1  | 2  | 3  | 4  | 5  | 6  | 7 | 8 | 9 | 10 | 11 | 12 | 13 | 14 | 15 | 16–18 |
| -------- | -- | -- | -- | -- | -- | -- | - | - | - | -- | -- | -- | -- | -- | -- | ----- |
| Points   | 20 | 17 | 15 | 13 | 11 | 10 | 9 | 8 | 7 | 6  | 5  | 4  | 3  | 2  | 1  | 0     |

## Hommes

### Sprint

#### Résultats
| Lieu         | Épreuve | Vainqueur          | Deuxième           | Troisième          | Leader du classement |
| ------------ | ------- | ------------------ | ------------------ | ------------------ | -------------------- |
| Palma        | Keirin  | Harrie Lavreysen   | Stefan Bötticher   | Matthew Richardson | Harrie Lavreysen     |
| Palma        | Vitesse | Matthew Richardson | Harrie Lavreysen   | Mateusz Rudyk      | Harrie Lavreysen     |
| Berlin       | Vitesse | Matthew Richardson | Harrie Lavreysen   | Kevin Quintero     | Matthew Richardson   |
| Berlin       | Keirin  | Harrie Lavreysen   | Matthew Richardson | Stefan Bötticher   | Harrie Lavreysen     |
| Paris        | Vitesse | Harrie Lavreysen   | Matthew Richardson | Stefan Bötticher   | Harrie Lavreysen     |
| Paris        | Keirin  | Matthew Richardson | Harrie Lavreysen   | Shinji Nakano      | Harrie Lavreysen     |
| Londres (I)  | Keirin  | Matthew Richardson | Santiago Ramírez   | Stefan Bötticher   | Matthew Richardson   |
| Londres (I)  | Vitesse | Harrie Lavreysen   | Matthew Richardson | Mikhail Iakovlev   | Matthew Richardson   |
| Londres (II) | Vitesse | Harrie Lavreysen   | Matthew Richardson | Jeffrey Hoogland   | Harrie Lavreysen     |
| Londres (II) | Keirin  | Matthew Richardson | Harrie Lavreysen   | Stefan Bötticher   | Matthew Richardson   |

#### Classement
| Pos. | Cycliste           | PAL | PAL | BER | BER | PAR | PAR | LON | LON | LON2 | LON2 | Points |
| Pos. | Cycliste           | K   | V   | V   | K   | V   | K   | K   | V   | V    | K    | Points |
| ---- | ------------------ | --- | --- | --- | --- | --- | --- | --- | --- | ---- | ---- | ------ |
| 1    | Matthew Richardson | 3   | 1   | 1   | 2   | 2   | 1   | 1   | 2   | 2    | 1    | 183    |
| 2    | Harrie Lavreysen   | 1   | 2   | 2   | 1   | 1   | 2   | 4   | 1   | 1    | 2    | 181    |
| 3    | Stefan Bötticher   | 2   | 4   | 4   | 3   | 3   | 4   | 3   | 9   | 4    | 3    | 136    |
| 4    | Kevin Quintero     | 12  | 6   | 3   | 6   | 6   | 13  | 6   | 5   | 6    | 7    | 92     |
| 5    | Santiago Ramírez   | 4   | 9   | 5   | 8   | 12  | 7   | 2   | 7   | 5    | 17   | 89     |
| 6    | Jeffrey Hoogland   | 11  | 11  | 10  | 14  | 13  | 5   | 7   | 4   | 3    | 4    | 82     |
| 7    | Jai Angsuthasawit  | 7   | 14  | 13  | 10  | 4   | 6   | 8   | 11  | 8    | 9    | 71     |
| 8    | Azizulhasni Awang  | 15  | 7   | 11  | 11  | 5   | 9   | 17  | 12  | 9    | 5    | 60     |
| 9    | Mikhail Iakovlev   | 5   | 5   | 6   | 15  | 15  | 12  | 11  | 3   | 15   | 15   | 60     |
| 10   | Mateusz Rudyk      | 17  | 3   | 7   | 4   | 7   | 18  | 5   | 18  | 16   | 14   | 57     |
| 11   | Shinji Nakano      | 13  | 8   | 14  | 18  | 14  | 3   | 9   | 15  | 10   | 10   | 50     |
| 12   | Tom Derache        | 8   | 15  | 15  | 13  | 10  | 10  | 12  | 16  | 7    | 6    | 48     |
| 13   | Esow Alban         | 10  | 17  | 8   | 4   | 16  | 14  | 10  | 17  | 13   | 8    | 46     |
| 14   | Hamish Turnbull    | 14  | 10  | 9   | 12  | 11  | 17  | 16  | 8   | 12   | 11   | 41     |
| 15   | Thomas Cornish     | 6   | 18  | 12  | 7   | 18  | 8   | 13  | 10  | 17   | 16   | 40     |
| 16   | Rayan Helal        | 16  | 12  | 18  | 9   | 8   | 16  | 14  | 6   | 14   | 13   | 36     |
| 17   | Sergey Ponomaryov  | 9   | 16  | 17  | 16  | 9   | 11  | 18  | 14  | 11   | 12   | 30     |
| 18   | Jair Tjon En Fa    | 18  | 13  | 16  | 17  | 17  | 15  | 15  | 13  | 18   | 18   | 8      |

### Endurance

#### Résultats
| Lieu         | Épreuve              | Vainqueur           | Deuxième            | Troisième           | Leader du classement |
| ------------ | -------------------- | ------------------- | ------------------- | ------------------- | -------------------- |
| Palma        | Course scratch       | Mark Stewart        | Sebastián Mora      | Michele Scartezzini | Mark Stewart         |
| Palma        | Course à élimination | Mathias Guillemette | Gavin Hoover        | Mark Stewart        | Mark Stewart         |
| Berlin       | Course scratch       | Oliver Wood         | Claudio Imhof       | Matteo Donegà       | Mark Stewart         |
| Berlin       | Course à élimination | Dylan Bibic         | William Perrett     | Mathias Guillemette | Mathias Guillemette  |
| Paris        | Course scratch       | Sebastián Mora      | Claudio Imhof       | Matteo Donegà       | Claudio Imhof        |
| Paris        | Course à élimination | Oliver Wood         | Mathias Guillemette | Claudio Imhof       | Claudio Imhof        |
| Londres (I)  | Course scratch       | William Perrett     | Moritz Malcharek    | Dylan Bibic         | Claudio Imhof        |
| Londres (I)  | Course à élimination | Gavin Hoover        | Mathias Guillemette | Sebastián Mora      | Sebastián Mora       |
| Londres (II) | Course scratch       | Mark Stewart        | Matthijs Büchli     | Oliver Wood         | Sebastián Mora       |
| Londres (II) | Course à élimination | Oliver Wood         | Claudio Imhof       | Matthijs Büchli     | Claudio Imhof        |

#### Classement
| Pos. | Cycliste            | PAL | PAL | BER | BER | PAR | PAR | LON | LON | LON2 | LON2 | Points |
| Pos. | Cycliste            | S   | E   | S   | E   | S   | E   | S   | E   | S    | E    | Points |
| ---- | ------------------- | --- | --- | --- | --- | --- | --- | --- | --- | ---- | ---- | ------ |
| 1    | Claudio Imhof       | 7   | 7   | 2   | 4   | 2   | 3   | 10  | 4   | 7    | 2    | 125    |
| 2    | Sebastián Mora      | 2   | 5   | 11  | 5   | 1   | 9   | 4   | 3   | 4    | 4    | 125    |
| 3    | Mark Stewart        | 1   | 3   | 9   | 8   | 9   | 5   | 5   | 8   | 1    | 8    | 115    |
| 4    | Oliver Wood         | 10  | 12  | 1   | 10  | 12  | 1   | 9   | 6   | 3    | 1    | 112    |
| 5    | Mathias Guillemette | 6   | 1   | 6   | 3   | 14  | 2   | 14  | 2   | 6    | 12   | 107    |
| 6    | Matthijs Büchli     | 12  | 6   | 7   | 7   | 6   | 4   | 8   | 7   | 2    | 3    | 104    |
| 7    | William Perrett     | 8   | 4   | 12  | 2   | 13  | 17  | 1   | 5   | 12   | 9    | 87     |
| 8    | Moritz Malcharek    | 4   | 10  | 4   | 9   | 10  | 8   | 2   | 11  | 10   | 11   | 86     |
| 9    | Michele Scartezzini | 3   | 9   | 10  | 6   | 4   | 7   | 11  | 9   | 17   | 5    | 83     |
| 10   | Gavin Hoover        | 15  | 2   | 8   | 18  | 5   | 14  | 12  | 1   | 9    | 7    | 79     |
| 11   | Dylan Bibic         | 13  | 16  | 16  | 1   | 8   | 11  | 3   | 15  | 5    | 6    | 73     |
| 12   | Matteo Donegà       | 14  | 15  | 3   | 14  | 3   | 13  | 13  | 14  | 13   | 13   | 49     |
| 13   | Roy Eefting         | 11  | 18  | 5   | 12  | 7   | 15  | 6   | 12  | 15   | 18   | 45     |
| 14   | Filip Prokopyszyn   | 9   | 13  | 16  | 17  | 11  | 10  | 7   | 10  | 18   | 10   | 42     |
| 15   | Grant Koontz        | 5   | 14  | 15  | 15  | 17  | 12  | 18  | 16  | 8    | 14   | 29     |
| 16   | Rotem Tene          | 18  | 8   | 16  | 16  | 15  | 6   | 17  | 17  | 16   | 15   | 20     |
| 17   | Erik Martorell      | 16  | 11  | 14  | 13  | 16  | 18  | 15  | 13  | 11   | 16   | 19     |
| 18   | Gustav Johansson    | 17  | 17  | 13  | 11  | 18  | 16  | 16  | 18  | 14   | 17   | 10     |

## Femmes

### Sprint

#### Résultats
| Lieu         | Épreuve | Vainqueur            | Deuxième            | Troisième            | Leader du classement |
| ------------ | ------- | -------------------- | ------------------- | -------------------- | -------------------- |
| Palma        | Vitesse | Mathilde Gros        | Hetty van de Wouw   | Olena Starikova      | Mathilde Gros        |
| Palma        | Keirin  | Martha Bayona        | Kelsey Mitchell     | Lea Sophie Friedrich | Shanne Braspennincx  |
| Berlin       | Keirin  | Kelsey Mitchell      | Martha Bayona       | Shanne Braspennincx  | Shanne Braspennincx  |
| Berlin       | Vitesse | Mathilde Gros        | Laurine van Riessen | Urszula Łoś          | Martha Bayona        |
| Paris        | Keirin  | Steffie van der Peet | Mathilde Gros       | Kelsey Mitchell      | Mathilde Gros        |
| Paris        | Vitesse | Mathilde Gros        | Martha Bayona       | Olena Starikova      | Mathilde Gros        |
| Londres (I)  | Vitesse | Olena Starikova      | Mathilde Gros       | Shanne Braspennincx  | Mathilde Gros        |
| Londres (I)  | Keirin  | Steffie van der Peet | Kelsey Mitchell     | Urszula Łoś          | Mathilde Gros        |
| Londres (II) | Keirin  | Martha Bayona        | Shanne Braspennincx | Steffie van der Peet | Mathilde Gros        |
| Londres (II) | Vitesse | Mathilde Gros        | Kelsey Mitchell     | Martha Bayona        | Mathilde Gros        |

#### Classement
| Pos. | Cycliste                 | PAL | PAL | BER | BER | PAR | PAR | LON | LON | LON2 | LON2 | Points |
| Pos. | Cycliste                 | V   | K   | K   | V   | K   | V   | V   | K   | K    | V    | Points |
| ---- | ------------------------ | --- | --- | --- | --- | --- | --- | --- | --- | ---- | ---- | ------ |
| 1    | Mathilde Gros            | 1   | 16  | 10  | 1   | 2   | 1   | 2   | 6   | 6    | 1    | 140    |
| 2    | Kelsey Mitchell          | 18  | 2   | 1   | 5   | 3   | 6   | 5   | 2   | 7    | 2    | 127    |
| 3    | Shanne Braspennincx      | 4   | 4   | 3   | 12  | 5   | 4   | 3   | 5   | 2    | 6    | 122    |
| 4    | Martha Bayona            | 14  | 1   | 2   | 6   | 8   | 2   | 6   | 15  | 1    | 3    | 120    |
| 5    | Steffie van der Peet     | 10  | 9   | 8   | 7   | 1   | 10  | 4   | 1   | 3    | 14   | 106    |
| 6    | Olena Starikova          | 3   | 7   | 6   | 14  | 11  | 3   | 1   | 11  | 8    | 5    | 100    |
| 7    | Laurine van Riessen      | 12  | 10  | 4   | 2   | 12  | 5   | 7   | 4   | 11   | 7    | 91     |
| 8    | Hetty van de Wouw        | 2   | 12  | 5   | 15  | 6   | 11  | 12  | 7   | 4    | 9    | 81     |
| 9    | Taky Marie-Divine Kouamé | 8   | 14  | 13  | 4   | 4   | 7   | 10  | 14  | 5    | 12   | 71     |
| 10   | Daniela Gaxiola          | 6   | 8   | 7   | 8   | 7   | 9   | 13  | 8   | 16   | 11   | 67     |
| 11   | Helena Casas             | 11  | 6   | 11  | 10  | 10  | 8   | 11  | 9   | 12   | 8    | 64     |
| 12   | Urszula Łoś              | 5   | 15  | 16  | 3   | 15  | 13  | 9   | 3   | 13   | 10   | 62     |
| 13   | Pauline Grabosch         | 7   | 11  | 15  | 13  | 14  | 14  | 8   | 16  | 14   | 4    | 45     |
| 14   | Miriam Vece              | 13  | 17  | 12  | 11  | 9   | 15  | 14  | 12  | 10   | 15   | 33     |
| 15   | Emma Finucane            | 17  | 18  | 14  | 16  | 13  | 12  | 15  | 10  | 9    | 13   | 26     |
| 16   | Orla Walsh               | 15  | 13  | 9   | 9   | 16  | 16  | 16  | 13  | 15   | 16   | 22     |
| 17   | Lea Sophie Friedrich     | 9   | 3   | 17  | DNS | DNS | DNS | DNS | DNS | DNS  | DNS  | 22     |
| 18   | Sophie Capewell          | 16  | 5   | DNS | DNS | DNS | DNS | DNS | DNS | DNS  | DNS  | 11     |

### Endurance

#### Résultats
| Lieu         | Épreuve              | Vainqueur        | Deuxième         | Troisième           | Leader du classement |
| ------------ | -------------------- | ---------------- | ---------------- | ------------------- | -------------------- |
| Palma        | Course scratch       | Katie Archibald  | Tania Calvo      | Jennifer Valente    | Katie Archibald      |
| Palma        | Course à élimination | Anita Stenberg   | Jennifer Valente | Lily Williams       | Jennifer Valente     |
| Berlin       | Course scratch       | Katie Archibald  | Jennifer Valente | Chloe Moran         | Jennifer Valente     |
| Berlin       | Course à élimination | Katie Archibald  | Jennifer Valente | Lily Williams       | Jennifer Valente     |
| Paris        | Course scratch       | Sophie Lewis     | Katie Archibald  | Jennifer Valente    | Jennifer Valente     |
| Paris        | Course à élimination | Katie Archibald  | Jennifer Valente | Maggie Coles-Lyster | Jennifer Valente     |
| Londres (I)  | Course scratch       | Emily Kay        | Katie Archibald  | Anita Stenberg      | Katie Archibald      |
| Londres (I)  | Course à élimination | Jennifer Valente | Anita Stenberg   | Maggie Coles-Lyster | Jennifer Valente     |
| Londres (II) | Course scratch       | Chloe Moran      | Sarah Van Dam    | Katie Archibald     | Jennifer Valente     |
| Londres (II) | Course à élimination | Katie Archibald  | Jennifer Valente | Maggie Coles-Lyster | Jennifer Valente     |

#### Classement
| Pos. | Cycliste            | PAL | PAL | BER | BER | PAR | PAR | LON | LON | LON2 | LON2 | Points |
| Pos. | Cycliste            | S   | E   | S   | E   | S   | E   | S   | E   | S    | E    | Points |
| ---- | ------------------- | --- | --- | --- | --- | --- | --- | --- | --- | ---- | ---- | ------ |
| 1    | Jennifer Valente    | 3   | 2   | 2   | 2   | 3   | 2   | 4   | 1   | 4    | 2    | 161    |
| 2    | Katie Archibald     | 1   | 18  | 1   | 1   | 2   | 1   | 2   | 7   | 3    | 1    | 158    |
| 3    | Maggie Coles-Lyster | 14  | 4   | 5   | 8   | 4   | 3   | 9   | 3   | 5    | 3    | 110    |
| 4    | Anita Stenberg      | 12  | 1   | 4   | 15  | 7   | 6   | 2   | 3   | 6    | 5    | 110    |
| 5    | Lily Williams       | 7   | 3   | 12  | 3   | 8   | 5   | 7   | 8   | 10   | 6    | 97     |
| 6    | Michaela Drummond   | 15  | 10  | 6   | 6   | 5   | 7   | 5   | 6   | 14   | 4    | 87     |
| 7    | Rachele Barbieri    | 5   | 11  | 13  | 4   | 6   | 11  | 8   | 4   | 7    | 8    | 85     |
| 8    | Sarah Van Dam       | 4   | 5   | 11  | 5   | 16  | 8   | 5   | 12  | 2    | 12   | 84     |
| 9    | Sophie Lewis        | 8   | 7   | 9   | 12  | 1   | 9   | 11  | 11  | 11   | 10   | 76     |
| 10   | Emily Kay           | 9   | 13  | 7   | 13  | 12  | 14  | 1   | 10  | 8    | 9    | 69     |
| 11   | Chloe Moran         | 11  | 12  | 3   | 10  | 13  | DNS | 12  | 13  | 1    | 15   | 61     |
| 12   | Silvia Zanardi      | 10  | 10  | 15  | 9   | 15  | 4   | 15  | 6   | 12   | 7    | 58     |
| 13   | Tania Calvo         | 2   | 9   | 16  | 14  | 9   | 13  | 10  | 9   | 13   | 13   | 55     |
| 14   | Lea Lin Teutenberg  | 6   | 17  | 8   | 11  | 16  | DNS | 13  | 17  | 9    | 11   | 38     |
| 15   | Michelle Andres     | 16  | 15  | 10  | 7   | 10  | 10  | 17  | 14  | 17   | 17   | 30     |
| 16   | Tsuyaka Uchino      | 18  | 16  | 14  | 17  | 11  | 15  | 14  | 15  | 15   | 14   | 14     |
| 17   | Emma Cumming        | 13  | 14  | 18  | 16  | 14  | 12  | 18  | DNS | 18   | 18   | 11     |
| 18   | Laura Kenny         | 17  | 8   | 17  | 18  | DNS | DNS | 16  | 16  | 16   | 16   | 8      |

## Tableau des médailles sur les épreuves
| Rang  | Nation          | Or | Argent | Bronze | Total |
| ----- | --------------- | -- | ------ | ------ | ----- |
| 1     | Grande-Bretagne | 12 | 3      | 3      | 18    |
| 2     | Pays-Bas        | 7  | 8      | 5      | 20    |
| 3     | Australie       | 6  | 4      | 2      | 12    |
| 4     | France          | 4  | 2      | 0      | 6     |
| 5     | Canada          | 3  | 6      | 6      | 15    |
| 6     | États-Unis      | 2  | 6      | 4      | 12    |
| 7     | Colombie        | 2  | 3      | 2      | 7     |
| 8     | Espagne         | 1  | 2      | 1      | 4     |
| 9     | Norvège         | 1  | 1      | 1      | 3     |
| 10    | Ukraine         | 1  | 0      | 2      | 3     |
| 11    | Irlande         | 1  | 0      | 0      | 1     |
| 12    | Suisse          | 0  | 3      | 1      | 4     |
| 13    | Allemagne       | 0  | 2      | 5      | 7     |
| 14    | Italie          | 0  | 0      | 3      | 3     |
| 14    | Pologne         | 0  | 0      | 3      | 3     |
| 16    | Israël          | 0  | 0      | 1      | 1     |
| 16    | Japon           | 0  | 0      | 1      | 1     |
| Total | Total           | 40 | 40     | 40     | 120   |